# WTA Challenger de Oeiras
O WTA Challenger de Oeiras – ou Oeiras Open, atualmente – é um torneio de tênis profissional feminino, de nível WTA 125.
Realizado em Oeiras, no sudoeste de Portugal, estreou em 2024. Os jogos são disputados em quadras de saibro durante o mês de abril.
Nota: apesar de o perfil do torneio no site da WTA estar com o nome de "Oeiras Ladies Open", outras fontes, como a Federação Portuguesa de Tênis, a página oficial do torneio e a própria chave em pdf estão como "Oeiras Open". O título com "Ladies" relaciona-se somente ao ITF feminino de nível W100 que ocorre no mesmo mês.

## Finais

### Simples
| Ano  | Campeã       | Vice-campeã    | Resultado     |
| ---- | ------------ | -------------- | ------------- |
| 2025 | Dalma Gálfi  | Katie Volynets | 4–6, 6–1, 6–2 |
| 2024 | Suzan Lamens | Clara Tauson   | 6–4, 5–7, 6–4 |

### Duplas
| Ano  | Campeãs                       | Vice-campeãs                        | Resultado |
| ---- | ----------------------------- | ----------------------------------- | --------- |
| 2025 | Francisca Jorge Matilde Jorge | Anastasia Dețiuc Patricia Maria Țig | 6–1, 6–2  |
| 2024 | Francisca Jorge Matilde Jorge | Harriet Dart Kristina Mladenovic    | 6–0, 6–4  |